# Copa Catalunya
Girona futbol club
La Copa Catalunya (in italiano: Coppa Catalogna) è una competizione calcistica organizzata dalla Federación Catalana de Fútbol, che si tiene ogni anno in Catalogna con la partecipazione delle squadre calcistiche catalane e di Andorra. Creata nel 1900, è la competizione calcistica più antica di Spagna e una delle più antiche competizioni d'Europa.
L’ ultima edizione (quella della stagione 2024-25) è stata vinta dal  Girona futbol club in finale contro l’ Espanyol. La partita è finita 5-4 (D.c.r).

## Storia
Negli anni è andata cambiando in molte occasioni la denominazione (Copa Macaya, Copa Barcelona, Campionat de Catalunya, Lliga Catalana, Copa Generalitat e Copa Catalunya), così come il sistema di competizione.
La denominazione che ha resistito più tempo, tra il 1903 e il 1940, fu quella di Campionat de Catalunya, e godette di gran prestigio e seguito, dal momento che ancora non esisteva la Liga spagnola. La squadra vincitrice partecipava insieme al resto dei vincitori dei campionati regionali alla Coppa del Re, la quale fino alla prima edizione della Liga nel 1929 era il torneo più importante del calcio spagnolo.
Il Campeinat de Catalunya si svolse per l'ultima volta nel 1940 a causa della proibizione del regime franchista che la soppresse considerandola contraria al regime, in quanto non era "raccomandabile" che la Catalogna avesse una propria competizione. Franco obbligò le squadre catalane a giocare solo nei campionati organizzati dalla Federazione Calcistica Spagnola: la Liga e la Copa del Generalísimo.
Quando fu ristabilita la democrazia in Spagna, tornò a celebrarsi nel 1984 con il nome di Copa Generalitat, anche se, durante le prime cinque edizioni, non ebbe il riconoscimento della Real Federación Española de Fútbol. Si svolgeva in agosto, come torneo di preparazione alla stagione seguente, e partecipavano solo le squadre non professionistiche della Tercera División.
Dalla stagione 1989/90 fu riconosciuta come competizione ufficiale in quanto fu la Federazione Calcistica Catalana che se ne assunse l'organizzazione. Tuttavia, neanche in quella occasione parteciparono squadre professionistiche. Dal 1991 entrarono in gioco le squadre della Primera e Segunda División come il Barcellona e l'Espanyol, che sono state da allora le due grandi dominatrici del torneo. Nel 1993 la competizione fu ribattezzata con il nome attuale di Copa de Catalunya.
Negli ultimi anni è andata acquistando sempre maggior prestigio grazie al seguito dei mezzi di comunicazione catalani e ai grandi club come Barcellona o Espanyol che hanno sempre schierato i loro migliori giocatori, anche se rimane lontana dal prestigio goduto prima del 1940.

## Sistema di competizione
Attualmente competono nel torneo tutti i club catalani di Primera División, Segunda División, Segunda división B e Tercera división e i vincitori dei campionati regionali e provinciali quali la "Primera Catalana", la "Preferente Territorial" e la "Primera Territorial". Non partecipano nella competizione le squadre giovanili.
Il torneo si disputa attraverso eliminatorie a eliminazione diretta, con partita unica nel campo della squadra di categoria inferiore. Le due "grandi", Barcellona e RCD Espanyol, non entrano in gioco fino alle semifinali. La finale si disputa sempre in campo neutro.

## Albo d'oro

### Copa Generalitat (edizioni non ufficiali)
| Stagione | Vincitore  | Finalista                       | Risultato finale    |
| -------- | ---------- | ------------------------------- | ------------------- |
| 1984     | Barcellona | Manresa                         | 3-3 (4-3 ai rigori) |
| 1985     | Manresa    | Terrassa                        | 0-0 (3-1 ai rigori) |
| 1986     | Manresa    | Terrassa                        | 5-2                 |
| 1987     | CF Lloret  | Centro Parroquial San Cristóbal | 3-0                 |
| 1988     | CF Lloret  | Sant Andreu                     | 1-1 (4-3 ai rigori) |

### Copa Generalitat (edizioni ufficiali)
| Stagione  | Data           | Sede della Finale      | Vincitore  | Finalista | Risultato finale |
| --------- | -------------- | ---------------------- | ---------- | --------- | ---------------- |
| 1989-1990 | 2 giugno 1990  | Municipal, Palamós     | Blanes     | Gramenet  | 2-0              |
| 1990-1991 | 4 giugno 1991  | Camp d'Esports, Lleida | Barcellona | Sabadell  | 6-3              |
| 1991-1992 | 9 giugno 1992  | Camp d'Esports, Lleida | Palamós    | UE Lleida | 3-1              |
| 1992-1993 | 20 maggio 1993 | Nou Estadi, Tarragona  | Barcellona | Espanyol  | 4-3              |

### Copa Catalunya
| Stagione  | Data                                             | Sede della Finale                                 | Vincitore                                        | Finalista                                        | Risultato finale                                 |
| --------- | ------------------------------------------------ | ------------------------------------------------- | ------------------------------------------------ | ------------------------------------------------ | ------------------------------------------------ |
| 1993-1994 | 7 giugno 1994                                    | Municipal, Vilassar de Mar                        | FC Andorra                                       | Espanyol                                         | 0-0 (4-2 ai rigori)                              |
| 1994-1995 | 20 giugno 1995                                   | Estadio Olímpic, Terrassa                         | Barcellona                                       | Espanyol                                         | 3-0                                              |
| 1995-1996 | 13 marzo 1996                                    | Estadio Olímpico Lluís Companys, Barcellona       | Barcellona                                       | Espanyol                                         | 2-0                                              |
| 1996-1997 | 10 giugno 1997                                   | Municipal, L'Hospitalet de Llobregat              | CE Europa                                        | Barcellona                                       | 3-1                                              |
| 1997-1998 | 5 maggio 1998                                    | Mini Estadi, Barcellona                           | CE Europa                                        | Barcellona                                       | 1-1 (ai rigori 4-3)                              |
| 1998-1999 | 11 maggio 1999                                   | Camp d'Esports, Lleida                            | Espanyol                                         | UE Lleida                                        | 2-1                                              |
| 1999-2000 | 16 maggio 2000                                   | Estadio Olímpic, Terrassa                         | Barcellona                                       | Mataró                                           | 3-0                                              |
| 2000-2001 | 13 giugno 2001                                   | Camp d'Esports, Lleida                            | Balaguer                                         | Barcellona                                       | 2-2 (ai rigori 4-3)                              |
| 2001-2002 | 7 maggio 2002                                    | Estadio Olímpic, Terrassa                         | Terrassa                                         | Barcellona                                       | 1-1 (ai rigori 4-1)                              |
| 2002-2003 | 18 giugno 2003                                   | Nova Creu Alta, Sabadell                          | Terrassa                                         | Gavà                                             | 3-0                                              |
| 2003-2004 | 26 agosto 2003                                   | Montilivi, Gerona                                 | Barcellona                                       | Espanyol                                         | 1-0                                              |
| 2004-2005 | 22 agosto 2004                                   | Nou Estadi, Tarragona                             | Barcellona                                       | Espanyol                                         | 2-0                                              |
| 2005-2006 | 5 settembre 2006                                 | Montilivi, Gerona                                 | Espanyol                                         | Barcellona                                       | 1-0                                              |
| 2006-2007 | 5 giugno 2007                                    | Nova Creu Alta, Sabadell                          | Barcellona                                       | Espanyol                                         | 1-1 (ai rigori 5-4)                              |
| 2007-2008 | 11 settembre 2007                                | Nou Municipal, Palamós                            | Gimnàstic                                        | Barcellona                                       | 2-1                                              |
| 2008-2009 | 8 ottobre 2008                                   | La Devesa, Sant Carles de la Ràpita               | Sant Andreu                                      | Espanyol                                         | 2-1                                              |
| 2009-2010 | 1º dicembre 2010                                 | Nova Creu Alta, Sabadell                          | Espanyol (6 punti)                               | Barcellona (3 punti)                             | ESP 1-0 L'H                                      |
| 2009-2010 | 1º dicembre 2010                                 | Nova Creu Alta, Sabadell                          | Espanyol (6 punti)                               | Barcellona (3 punti)                             | FCB 1-2 ESP                                      |
| 2009-2010 | 1º dicembre 2010                                 | Nova Creu Alta, Sabadell                          | Espanyol (6 punti)                               | Barcellona (3 punti)                             | L'H 0-2 FCB                                      |
| 2010-2011 | 9 agosto 2011                                    | Nou Estadi, Tarragona                             | Espanyol                                         | Barcellona                                       | 3-0                                              |
| 2011-2012 | 12 settembre 2012                                | Camp Municipal, Manlleu                           | Gimnàstic                                        | Manlleu                                          | 1-0                                              |
| 2012-2013 | 29 maggio 2013                                   | Camp d'Esports, Lleida                            | Barcellona                                       | Espanyol                                         | 1-1 (ai rigori 4-2)                              |
| 2013-2014 | 21 maggio 2014                                   | Estadi Montilivi, Gerona                          | Barcellona                                       | Espanyol                                         | 0-0 (ai rigori 3-2)                              |
| 2014-2015 | 25 marzo 2015                                    | Camp municipal de futbol Nou Sardenya, Barcellona | CE Europa                                        | Girona                                           | 2-1                                              |
| 2015-2016 | 30 marzo 2016                                    | Nova Creu Alta, Sabadell                          | Sabadell                                         | Barcellona B                                     | 2-0                                              |
| 2016-2017 | 28 marzo 2017                                    | Camp municipal d'Olot, Olot                       | Gimnàstic                                        | Girona                                           | 0-0 (ai rigori 4-3)                              |
| 2017-2018 | 2 giugno 2018                                    | La Bobila, Gavà                                   | Cornellà                                         | Horta                                            | 3-2                                              |
| 2018-2019 | 1º maggio 2019                                   | La Feixa Larga, L'Hospitalet                      | Sant Andreu                                      | Vilafranca                                       | 2-0                                              |
| 2019-2020 | 9 ottobre 2020                                   | Olimpic, Terrassa                                 | Costa Brava                                      | L'Hospitalet                                     | 0-0 (ai rigori 4-3)                              |
| 2020-2022 | Non disputato a causa della pandemia di COVID-19 | Non disputato a causa della pandemia di COVID-19  | Non disputato a causa della pandemia di COVID-19 | Non disputato a causa della pandemia di COVID-19 | Non disputato a causa della pandemia di COVID-19 |
| 2022-2023 | 15 Febbraio 2023                                 | Estadi Municipal, Badalona                        | FC Andorra                                       | Som Maresme                                      | 1-0                                              |

## Statistiche

### Vittorie per squadra
| Barcellona             | 8 | 9 | 1990-91, 1992-93, 1999-00, 2003-04, 2004-05, 2006-07, 2012-13, 2013-14 | 1995-96, 1996-97, 1997-98, 2000-01, 2001-02, 2005-06, 2007-08, 2009-10, 2010-11 |   |                  |
| RCD Espanyol           | 6 | 8 | 1994-95, 1995-96, 1998-99, 2005-06, 2009-10, 2010-11                   | 1992-93, 1993-94, 2003-04, 2004-05, 2006-07, 2008-09, 2012-13, 2013-14          |   |                  |
| CE Europa              | 3 | 0 | 1996-97, 1997-98, 2014-15                                              | -                                                                               |   |                  |
| Gimnàstic de Tarragona | 3 | 0 | 2007-08, 2011-12, 2016-17                                              | -                                                                               |   |                  |
| Terrassa FC            | 2 | 2 | 2001-02, 2002-03                                                       | 1985-86, 1986-87                                                                |   |                  |
| CE Manresa             | 2 | 1 | 1985-86, 1986-87                                                       | 1984-85                                                                         |   |                  |
| UE Sant Andreu         | 2 | 1 | 2008-09, 2018-19                                                       | 1988-89                                                                         |   |                  |
| Lloret                 | 2 | 0 | 1987-88, 1988-89                                                       | -                                                                               |   |                  |
| FC Andorra             | 2 | 0 | 1993-94, 2022-23                                                       | -                                                                               |   |                  |
| Palamós CF             | 1 | 1 | 1991-92                                                                | 1994-95                                                                         |   |                  |
| CE Sabadell FC         | 1 | 1 | 1990-91                                                                | 2015-16                                                                         |   |                  |
| FC Barcelona C         | 1 | 0 | 1984-85                                                                | -                                                                               |   |                  |
| CD Blanes              | 1 | 0 | 1989-90                                                                | -                                                                               |   |                  |
| CF Balaguer            | 1 | 0 | 2000-01                                                                | -                                                                               |   |                  |
| UE Cornellà            | 1 | 0 | 2017-18                                                                | -                                                                               |   |                  |
| UE Lleida              | 0 | 2 | -                                                                      | 1991-92, 1998-99                                                                |   |                  |
| Gerona FC              | 0 | 2 | -                                                                      | 2014-15, 2016-17                                                                |   |                  |
| San Cristóbal          | 0 | 1 | -                                                                      | 1987-88                                                                         |   |                  |
| UDA Gramenet           | 0 | 1 | -                                                                      | 1989-90                                                                         |   |                  |
| CE Mataró              | 0 | 1 | -                                                                      | 1999-00                                                                         |   |                  |
| CF Gavà                | 0 | 1 | -                                                                      | 2002-03                                                                         |   |                  |
| AEC Manlleu            | 0 | 1 | -                                                                      | 2011-12                                                                         | - | 2014-15, 2016-17 |
| FC Barcelona B         | 0 | 1 | -                                                                      | 2015-16                                                                         |   |                  |
| UA Horta               | 0 | 1 | -                                                                      | 2017-18                                                                         |   |                  |
| FC Vilafranca          | 0 | 1 | -                                                                      | 2018-19                                                                         |   |                  |